# Roberto Nelson
Roberto Nelson (Santa Barbara, 6 marzo 1991) è un ex cestista statunitense.